# Savigny-sous-Mâlain
Savigny-sous-Mâlain – miejscowość i gmina we Francji, w regionie Burgundia-Franche-Comté, w departamencie Côte-d’Or.
Według danych na rok 1990 gminę zamieszkiwało 168 osób, a gęstość zaludnienia wynosiła 26 osób/km² (wśród 2044 gmin Burgundii Savigny-sous-Mâlain plasuje się na 743. miejscu pod względem liczby ludności, natomiast pod względem powierzchni na miejscu 1147.).